# Hafen Mövenort
Der Hafen Mövenort war ein in den 1960er Jahren geplanter Fährhafen bei Nonnevitz an der Nordküste der Insel Rügen, der jedoch nie realisiert wurde. Es war einer von mehreren möglichen Standorten für das Projekt 3700, von dem aus Fähren in die Sowjetunion fahren sollten. Als später eine Verbesserung der Fährverbindungen zwischen der DDR und Schweden geplant war, kam der Standort erneut in Betracht. Stattdessen wurde in den 1980er Jahren der Fährhafen Mukran südlich von Sassnitz für den Verkehr in die Sowjetunion fertiggestellt.

## Lage
Der Hafen sollte im Bereich Mövenort an der Nordseite der Halbinsel Wittow im äußersten Norden der Insel Rügen entstehen. Der geplante Standort lag etwas östlich von Nonnevitz, heute ein Teil der Gemeinde Dranske, etwa zwei Kilometer östlich der Landspitze Mövenort. Das Areal liegt etwa sechs Kilometer nordöstlich von Dranske und fünf Kilometer nordwestlich von Altenkirchen auf dem Gebiet beider Gemeinden. Kap Arkona liegt etwa acht Kilometer östlich. In diesem Gebiet erreicht das Wasser im Uferbereich schnell große Tiefen, ebenso gilt dieser Bereich der Ostsee als weitgehend eisfrei.

## Geschichte
Im Jahr 1964 plante Polen eine Steigerung der Transitgebühren für den Eisenbahnverkehr um 170 %. Als Reaktion darauf prüften die DDR und die Sowjetunion in geheimen Untersuchungen eine Fährverbindung zwischen beiden Ländern. Verschiedene Standorte wurden für den als Projekt 3700 bezeichneten Hafenneubau untersucht. Der Bereich um die Mündung der Warnow in der Nähe des Rostocker Überseehafens oder bei Markgrafenheide schied wegen der großen Entfernung zur Sowjetunion und auch wegen der touristischen Nutzung sowie aus Naturschutzgründen aus. Auch strategische Gründe sprachen gegen diese Lage. Ebenso wurden die Standorte Mukran auf Rügen und Pudagla auf der Insel Usedom verworfen. Gristow bei Greifswald bot zwar landseitig kurze Transportwege, allerdings hätte das flache Wasser im Greifswalder Bodden umfangreiche Baggerarbeiten erfordert, zudem gab es dort reiche Bestände an Heringen. Mövenort wurde wegen der eisfreien Lage und der steil abfallenden Küste, die vergleichsweise wenig Baggerarbeiten erforderte, bevorzugt. Für das Projekt rechnete man mit Kosten von 479 Millionen Mark. Auf sowjetischer Seite sollte der Hafen in Baltisk entstehen, auch ein Standort bei Leningrad wurde untersucht. Geplant war zunächst eine Inbetriebnahme im vierten Quartal 1967, was dann auf das vierte Quartal 1968 verschoben wurde.
Man rechnete mit Transportleistungen von 4,2 Millionen Tonnen Fracht im Jahr, davon 3,4 Millionen aus der Sowjetunion in die DDR. Vier Fährschiffe, die auf der Mathias-Thesen-Werft in Wismar gebaut werden sollten, waren für den Einsatz auf dieser Verbindung vorgesehen. Sie sollten eine Länge von 183,5 Metern und eine Tragfähigkeit von 9900 Tonnen haben.
Nachdem 1965 die Sowjetunion ein zwischenzeitlich geplantes Abkommen über die Fährverbindung nicht unterzeichnete, stoppte das Politbüro der SED am 12. Oktober 1965 die Planungen. Mit ein Grund für diese Entscheidung war, dass Polen mittlerweile auf die Erhöhung der Transitgebühren verzichtet hatte.
1969 schlugen die Schwedischen Staatsbahnen der DDR vor, eine Arbeitsgruppe einzurichten, die den Bau eines Hafens bei Mövenort mit einem Fährbahnhof Rügen Nord untersuchen sollte. Man erhoffte sich von diesem Projekt einen leistungsfähigeren Fährverkehr, da sich die Reisezeit von der DDR nach Trelleborg um eine Stunde verkürzen würde. Statt fünf Fährkursen am Tag hätten es mit dem Bau des neuen Hafens sieben Fahrten auf der Königslinie sein können. Verkehrsminister Erwin Kramer gab 1971 bekannt, dass die Staatliche Plankommission der DDR keine Mittel für den Bau des Hafens zur Verfügung stellen könnte. Dennoch versuchte ein führender Mitarbeiter der Deutschen Reichsbahn eine Nachricht über den möglichen Bau des Fährhafens in der Ostsee-Zeitung unterzubringen, was aber durch das Ministerium für Staatssicherheit verhindert wurde.
Nachdem 1977 erneut das Problem der Transitgebühren durch Polen akut wurde, lebten die Planungen für den Bau einer Fährverbindung zwischen der DDR und der Sowjetunion wieder auf. Diesmal wurde der Standort Mövenort jedoch wegen der hohen Kosten für die Landtransportwege verworfen und der Fährhafen der DDR bei Mukran gebaut. Dabei wurde auf die Erfahrungen der Mitarbeiter beim Projekt 3700 zurückgegriffen.
Siehe auch: Fährverbindung Mukran–Klaipėda

## Bahnanbindung
Ein Nachteil von Mövenort als Hafenstandort war, dass er weitab von den vorhandenen Landverkehrswegen lag. Für den Eisenbahnanschluss waren mehrere Varianten in Diskussion. Eine Variante sah einen Abzweig bei Borchtitz einem Ortsteil von Lietzow von der Bahnstrecke Stralsund–Sassnitz vor. Von dort bis Glowe hatte es bereits in den 1950er Jahren Vorleistungen für eine Strategische Bahn gegeben, die einen dort geplanten Militärhafen erschließen sollte. Von dort sollte es über die Schaabe auf die Halbinsel Wittow gehen. Als Nachteil dieser Variante galt, dass die Schaabe ein wichtiges Urlaubsgebiet war. Zudem plante Harry Tisch, damals Vorsitzender der SED im Bezirk Rostock, den Bau eines großen Ferienkomplexes bei Juliusruh (ähnlich den während der Nazizeit entstandenen Bauten im Seebad Prora). Bei einer Trasse in der Nähe der Wittower Fähre (ähnlich dem Verlauf der Schmalspurbahnstrecke von Bergen nach Altenkirchen) hätte es größere Schwierigkeiten mit dem Untergrund gegeben. So entschied man sich für eine Trasse, die zwischen Rambin und Samtens die Hauptstrecke verlassen sollte, dann vorbei an Kluis über Neuenkirchen führte und bei Vieregge auf der Halbinsel Lebbin den Breetzer Bodden überqueren sollte. Probleme gab es dabei mit dem Verteidigungsministerium der DDR, das Wert darauf legte, dass der Nothafen bei Ralswiek weiterhin für große Schiffe erreichbar bleiben sollte. Deswegen musste die Brücke mit einer entsprechenden Höhe über den Wasserspiegel ausgelegt sein. Prinzipiell war der Bau von Spurwechselanlagen für den Radsatz DR IV im Hafen vorgesehen, jedoch wurde in den ersten Planungen darauf zunächst verzichtet.

## Entwicklung des Umfeldes
Der Bau des Hafens hätte das nördliche Rügen entscheidend verändert. Während der Bauphase rechnete man mit 2600 Arbeitskräften; 700 Arbeitskräfte wurden für die Durchführung des Fährverkehrs benötigt, etwa 300 von ihnen müssten neu angesiedelt werden. 120 Arbeitskräfte könnten nach einer damaligen Schätzung freigesetzt werden, weil die bestehende Kleinbahn von Bergen nach Altenkirchen entbehrlich würde. Man ging davon aus, dass die ganze Nordküste der Insel einen starken Zuwachs an Urlaubern erhalten würde. Dabei wurde auch mit einer Reihe von Touristen aus Skandinavien gerechnet. Namentlich der Ort Wiek sollte sich zu einem wichtigen Kultur- und Erholungszentrum entwickeln und sogar zu einer Stadt heranwachsen.